# Anastrepha minensis
Anastrepha minensis är en tvåvingeart som beskrevs av Lima 1937. Anastrepha minensis ingår i släktet Anastrepha och familjen borrflugor. Inga underarter finns listade i Catalogue of Life.